# Ranunculus allegheniensis
Ranunculus allegheniensis ist eine Pflanzenart aus der Familie der Hahnenfußgewächse.

## Beschreibung
Die Stängel sind 10 bis 50 Zentimeter hoch, aufrecht oder fast aufrecht und unbehaart. Jeder Stängel trägt 9 bis 40 Blüten. Die Wurzeln sind schlank und 0,2 bis 0,8 Millimeter dick. Die Grundblätter sind bleibend. Ihre Blattspreite ist 1 bis 3,5 × 1,5 bis 4,5 Zentimeter groß und nierenförmig. Die inneren sind ungeteilt, die äußeren dreilappig bis dreifiedrig. Die Blattbasis ist gestutzt oder herzförmig, der Rand ist gekerbt und das Blattende ist abgerundet oder stumpf. Der Blütenstiel ist unbehaart oder flaumig behaart. Der Blütenboden ist fein behaart. Die Kelchblätter sind 2 bis 3 × 1 bis 2 Millimeter groß und auf der Unterseite zerstreut steifhaarig. Die Haare sind farblos. Die 5 Kronblätter sind 1 bis 2 × 0,5 bis 1 Millimeter groß. Die Nektardrüsen sind unbehaart. Der Kopf der Achänen ist 3 bis 7 × 3 bis 5 Millimeter groß und kugel- bis eiförmig. Die Achänen sind 1,5 bis 2 × 1,4 bis 1,8 Millimeter groß und unbehaart. Der Schnabel ist 0,6 bis 1 Millimeter groß, schlank und stark gebogen.
Die Chromosomenzahl beträgt 2n = 16.
Die Art blüht von April bis Juli.

## Vorkommen
Ranunculus allegheniensis kommt in Connecticut, Kentucky, Maryland, Massachusetts, New York, North Carolina, Ohio, Pennsylvania, Rhode Island, Tennessee, Vermont, Virginia und West-Virginia vor. Die Art wächst in Wäldern und auf Weiden in Höhenlagen von 0 bis 1100 Metern.

## Systematik
Ranunculus allegheniensis wurde 1895 von Nathaniel Lord Britton in Bulletin of the Torrey Botanical Club, vol. 22, S. 224 erstbeschrieben.

## Belege
- Alan T. Whittemore: Ranunculus allegheniensis. In: Flora of North America. Band 3 (online).